# Newmarket, Suffolk
Newmarket là một phố chợ (Market town) ở hạt Suffolk của Anh, cách London khoảng 65 dặm (105 km) về phía Bắc. Nó thường được coi là nơi sản sinh và trung tâm toàn cầu của môn đua ngựa thuần chủng. Đây là một cụm kinh doanh lớn của địa phương, với vốn đầu tư hàng năm sánh ngang với Công viên Khoa học Cambridge của Đại học Trinity, một cụm chính khác trong khu vực. Đây là trung tâm huấn luyện ngựa đua lớn nhất ở Anh, trung tâm chăn nuôi ngựa đua lớn nhất cả nước, nơi có hầu hết các cơ sở huấn luyện ngựa lớn của Anh, và là trung tâm quan trọng trên toàn cầu về chăm sóc sức khỏe của ngựa. Hai cuộc Đua ngựa Cổ điển và thêm ba cuộc đua thuộc British Champions Series được tổ chức tại Newmarket hàng năm. Thị trấn đã có mối liên hệ chặt chẽ với hoàng gia kể từ thời Vua James I, người đã xây dựng cung điện ở đó, và cũng là nơi ở của Charles I, Charles II, và hầu hết các vị vua kể từ đó. Quốc vương đương nhiệm, Elizabeth II, thường xuyên đến thăm thị trấn để xem những con ngựa của bà đang huấn luyện.
Newmarket có hơn 50 chuồng huấn luyện ngựa, hai trường đua lớn, Rowley Mile và July Course, và một trong những sân huấn luyện ngựa rộng rãi và uy tín nhất trên thế giới. Thị trấn là nơi cư trú của hơn 3.500 con ngựa đua, và ước tính cứ ba lao động tại địa phương thì có một người làm việc liên quan đến đua ngựa. Palace House, Trung tâm Di sản Quốc gia về Nghệ thuật Đua ngựa và Thể thao, Bảo tàng Đua ngựa Quốc gia, các nhà đấu giá ngựa đua Tattersalls, và hai trong số các bệnh viện chuyên về sức khỏe ngựa hàng đầu thế giới, đều nằm trong thị trấn, được bao quanh bởi hơn 60 trại ngựa giống. Do vị trí hàng đầu trong ngành chăn nuôi và đua ngựa trị giá hàng tỷ bảng Anh, nó cũng là một trung tâm xuất khẩu lớn.